# Systoechus quasiminimus
Systoechus quasiminimus är en tvåvingeart som beskrevs av Neal L. Evenhuis och Greathead 1999. Systoechus quasiminimus ingår i släktet Systoechus och familjen svävflugor.
Artens utbredningsområde är Tyskland. Inga underarter finns listade i Catalogue of Life.